# Бурже, Луи
Луи́ Бурже́ (фр. Louis Bourget; 22 марта 1856, Ивердон-ле-Бен — 26 июля 1913, Лозанна) — швейцарский фармаколог.
Окончил школу фармацевтов в Лозанне, в 1884 г. защитил диссертацию доктора медицины в Женевском университете. С 1887 г. преподавал в том же университете как приват-доцент, с 1890 г. экстраординарный, с 1891 г. ординарный профессор.
Наиболее известные достижения Бурже — мазь от ревматизма на основе ацетилсалициловой кислоты, средства против болей в желудке. Автор учебника по фармакологии (нем. Handbuch der Arzneimittellehre; 1897, в соавторстве с Зигфридом Рабовом).